# Bayside City
Bayside City is een Local Government Area (LGA) in Australië in de staat Victoria. Bayside City telt 89.852 inwoners. De hoofdplaats is Sandringham.